# Lissotes menalcas
Lissotes menalcas is een keversoort uit de familie vliegende herten (Lucanidae). De wetenschappelijke naam van de soort is voor het eerst geldig gepubliceerd in 1855 door Westwood.